# Eddie McGoldrick
Edward John Paul „Eddie“ McGoldrick (* 30. April 1965 in Islington) ist ein in England geborener, ehemaliger irischer Fußballspieler. Als rechter Mittelfeldspieler, der auch auf dem Flügel oder als Außenverteidiger eingesetzt werden konnte, war er vor allem bekannt für seine Zeit als Spieler von Crystal Palace und später dem FC Arsenal und Manchester City. Mit Arsenal gewann er im Jahr 1994 den Europapokal der Pokalsieger. Er war dazu Teil des irischen Kaders der WM-Endrunde 1994 in den Vereinigten Staaten. Für die irische Nationalmannschaft absolvierte er zwischen 1992 und 1995 insgesamt 15 A-Länderspiele.

## Sportlicher Werdegang

### Beginn in den unteren Ligen
McGoldrick begann seine Fußballerlaufbahn im Jahr 1981 unterhalb des Profiligasystems der Football League in der fünftklassigen Alliance Premier League bei Kettering Town und wechselte im Jahr 1984 zum Ligakonkurrenten Nuneaton Borough. Für beide Klubs absolvierte er zusammen fast 200 Ligapartien, bevor es ihn für die kleine Ablösesumme von 10.000 Pfund eine Spielklasse höher in die Fourth Division zu Northampton Town verschlug. Der junge rechte Mittelfeld- und Flügelspieler war sofort wichtiger Bestandteil der Mannschaft und steuerte 39 Meisterschaftsspiele und fünf Tore auf dem Weg zur Viertligameisterschaft und den damit Aufstieg in die dritte Liga bei. In der folgenden Saison 1987/88 war McGoldrick mit 46 Ligaeinsätzen „dauerpräsent“ und scheiterte mit den „Cobblers“ auf dem sechsten Rang nur knapp an der Teilnahme zu den Aufstiegs-Playoffs. Nach einem weiteren halben Jahr in Northampton, als das Team sukzessive in die unteren Tabellenregionen durchgereicht wurde, heuerte er im  Januar 1989 beim Zweitligisten Crystal Palace an, der sich den Transfer 200.000 Pfund kosten ließ.

### Umzug nach London
In den verbleibenden Partien der Spielzeit 1988/89 war McGoldrick beim neuen Klub aktiv beteiligt am Vorstoß bis ins Playoff-Endspiel, in dem er dann das entscheidende Tor von Ian Wright zum 4:3-Gesamtsieg nach Hin- und Rückspiel gegen die Blackburn Rovers vorbereitete. Danach etablierte er sich in der höchsten englischen Spielklasse und gewann mit dem Klub in der Saison 1990/91 den Full Members Cup. In dieser Spielzeit hatte er mit Palace zudem den dritten Platz erreicht, das historisch beste Ligaergebnis des Vereins. Bei einem weiteren Erfolg, dem Erreichen des Endspiels im FA Cup 1990 war er jedoch nicht vertreten und konnte somit die Niederlage gegen Manchester United nicht verhindern. Nach dem Abstieg von Crystal Palace im Jahr 1993 wechselte er für eine Ablösesumme von einer Million Pfund zum FC Arsenal.
Bei Arsenal traf er auf seinen Ex-Mitspieler Wright und debütierte im Charity Shield gegen Manchester United. Dabei wurde er in der 74. Minute für Anders Limpar eingewechselt und sah später zu, wie das Elfmeterschießen verloren ging. In seiner ersten Saison 1993/94 für die „Gunners“ bestritt er 38 Pflichtspiele, darunter ein Kurzeinsatz im Endspiel des europäischen Pokalsiegerwettbewerbs, als er in der Schlussphase den 1:0-Vorsprung gegen den AC Parma mit ins Ziel rettete. Mit neuen Spielern wie Glenn Helder im Arsenal-Kader wurden McGoldricks Bewährungschancen seltener und er fand sich vor allem in der Saison 1995/96 zumeist in der Reservemannschaft wieder. Obwohl ihm dabei eine Freigabe für einen Wechsel erteilt worden war, fand sich kein Abnehmer und so beschränkte sich sein Profiengagement im dritten Jahr auf 14 Minuten im September 1995 gegen Manchester City.

### Manchester City
Im September 1996 wechselte McGoldrick zum Zweitligisten Manchester City und das zunächst auf Leihbasis ausgelegte Engagement wurde im Monat darauf zu einem dauerhaften Wechsel für eine Ablösesumme von 300.000 Pfund umgewandelt. Zunehmend als „Aushilfsspieler“ auf verschiedenen Positionen auf dem Flügel, im Mittelfeld oder als Außenverteidiger wahrgenommen, sorgte er zumeist im Zentrum für Stabilität bei den „Citizens“ und war durch seine Führungsstärke eine Unterstützung für jüngere Mitspieler. Nach der positiven Entwicklung im ersten Jahr folgten Rückschläge in seiner zweiten Saison 1997/98 in Manchester. Verletzungsprobleme und Ischiasschmerzen sorgten für lange Zwangspausen. Dazu wurde er bei seinen sechs Startelf-Auftritten jeweils ausgewechselt, entweder aufgrund seiner Blessuren oder aus taktischen Gründen. Nach seinem letzten Einsatz im November 1997 wurde er im März 1998 an den Ligakonkurrenten Stockport County ausgeliehen. Nur neun Tage später kam es zum Aufeinandertreffen von Stockport mit McGoldrick und Manchester, das mit 4:1 an die Citizens ging. Ohne weiter in Manchester berücksichtigt zu werden, endete seine Profikarriere im Jahr 1999.

### Wechsel ins Trainerfach
Nach dem Ende der aktiven Laufbahn war McGoldrick kurzzeitig Trainer von Corby Town (2000) und dem FC Bashley (2003). Im Jahr 2008 übernahm er bei seinem Ex-Klub Northampton Town die Leitung der U14-Nachwuchsabteilung und übte dieses Amt ein Jahr aus. Nächster Meilenstein war die Betreuung der Jugendakademie von Crystal Palace und im selben Jahr etablierte er in Northampton ebenfalls eine Fußballschule. Zu Beginn der Saison 2016/17 übernahm er die Leitung der Akademie bei Crystal Palace.

### Irische Nationalmannschaft
McGoldrick wurde zwar in London geboren, war aber aufgrund seiner familiären Wurzeln spielberechtigt für die irische Nationalmannschaft. Er bestritt in der Zeit zwischen Februar 1992 und Februar 1995 insgesamt 15 A-Länderspiele für Irland. Er debütierte am 12. Februar 1992 gegen Dänemark (2:0) für die irische A-Nationalmannschaft und wurde nach erfolgreicher Qualifikation für die WM-Endrunde 1994 in den Vereinigten Staaten für die irische Auswahl nominiert. Dort kam er jedoch zu keinem Einsatz.

## Titel/Auszeichnungen
- Europapokal der Pokalsieger (1): 1994
- Full Members Cup (1): 1991